# La Médina (delegació)
La delegació o mutamadiyya de La Médina (àrab: معتمدية المدينة, muʿtamadiyyat al-Madīna) és una delegació o mutamadiyya de Tunísia depenent de la governació de Tunis i que cobreix el territori de la medina de Tunis. L'any 2004 tenia 26.703 habitants, dels quals 13.910 homes i 12.793 dones, distribuïts en 7.584 llars i 8.265 habitatges.
En el seu interior hi ha la mesquita de Zitouna, així com tots els mercats i la seu de la municipalitat o baladiyya de Tunis.

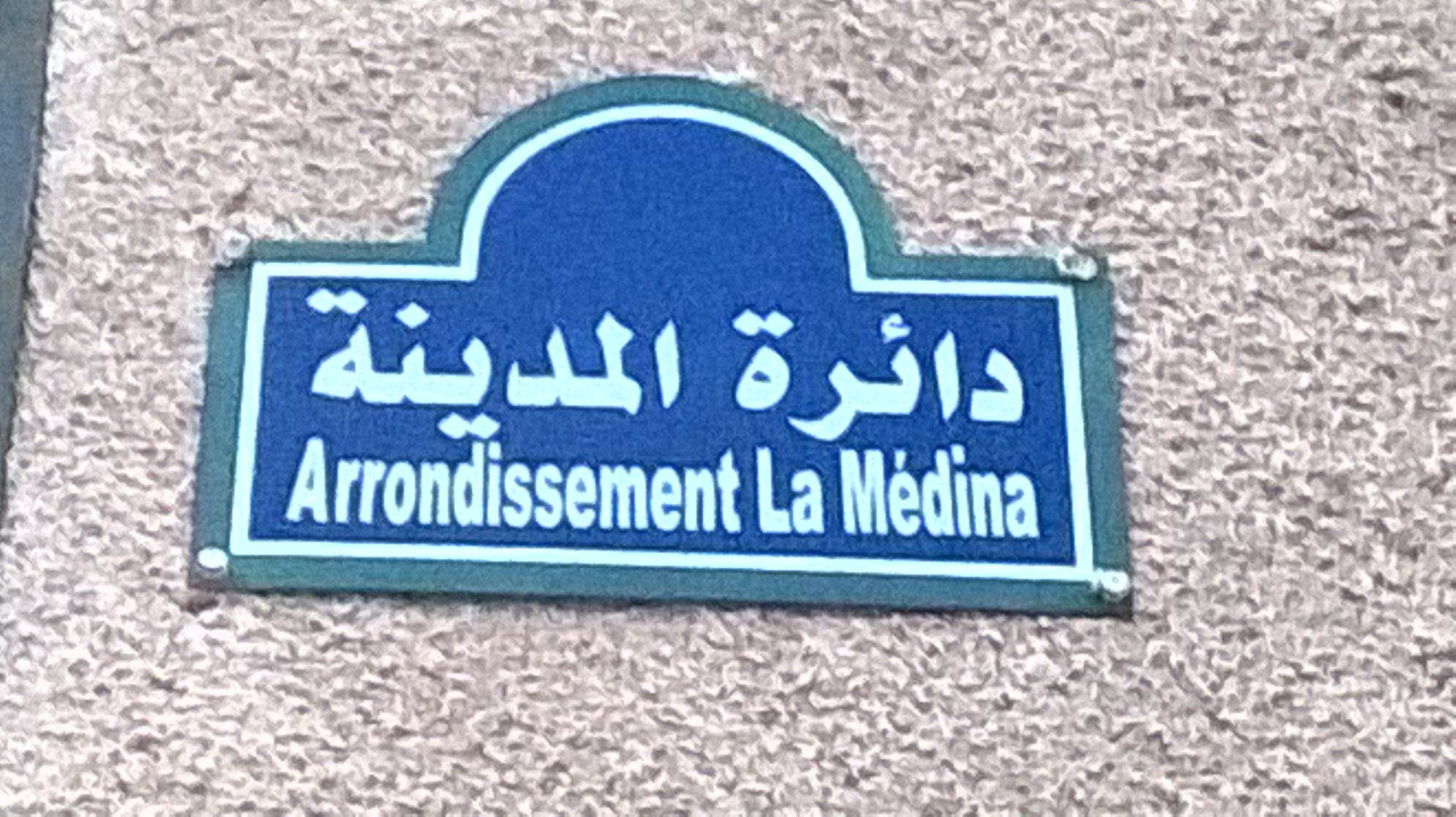
Placa que senyalitza la circumscripció o dàïra de La Médina

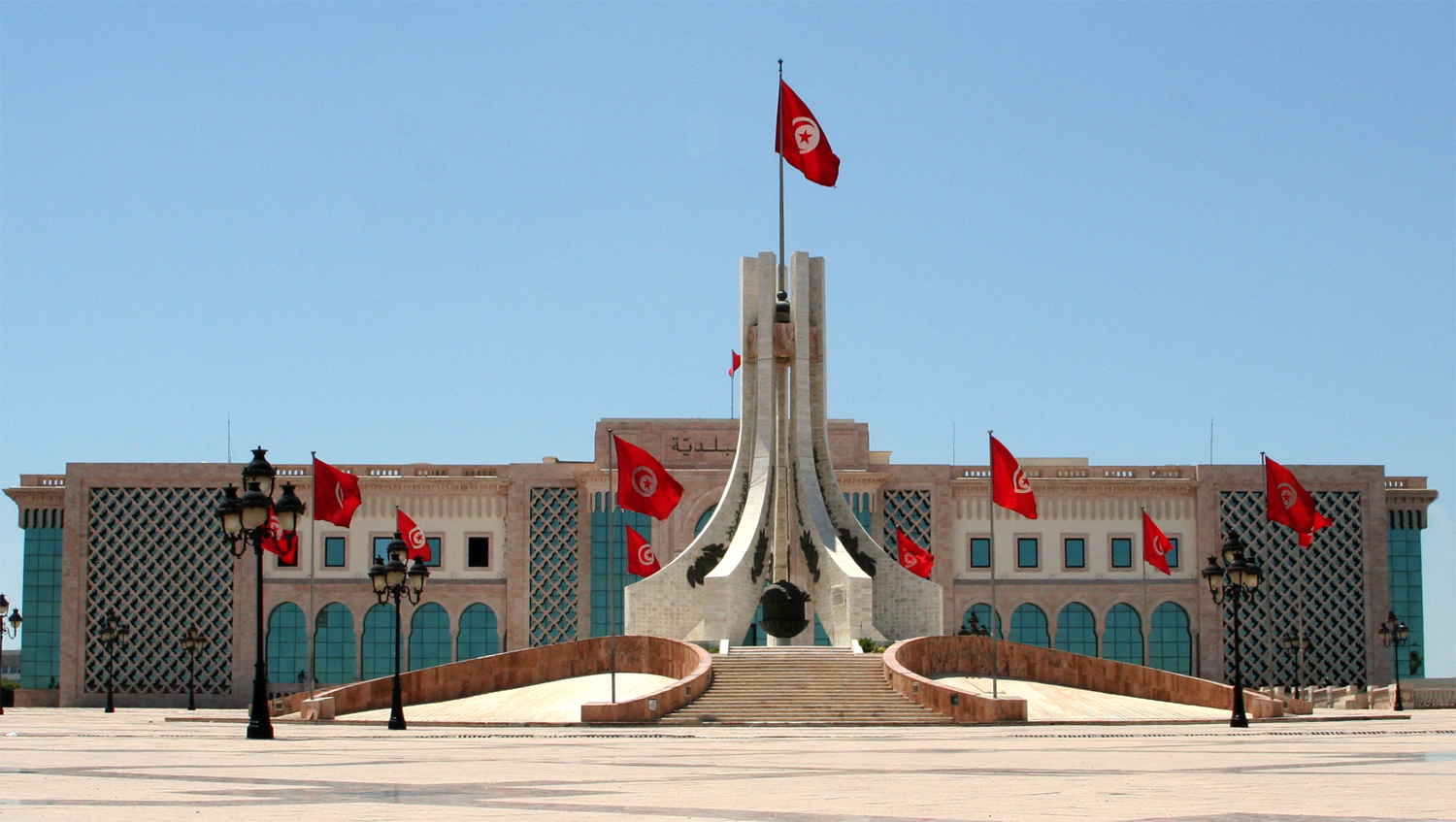
Seu de la municipalitat de Tunis

Delimita amb la delegació de Bab Souika al nord, la delegació de Sidi El Béchir al sud, la delegació de Bab El Bhar a l'est i la delegació de Séjoumi a l'oest.

## Administració
Com a delegació o mutamadiyya, duu el codi geogràfic 11 52 (ISO 3166-2:TN-12) i està dividida en dotze sectors o imades:
- La Medina (11 52 51)
- El Hafsia (11 52 52)
- Bab Bénat (11 52 53)
- Souk El Nhes (11 52 54)
- El Assouak (11 52 55)
- Bab Mnara (11 52 56)
- Tourbet El Bey (11 52 57)
- El Zraria (11 52 58)
- Sidi Ali Azouz (11 52 59)
- El Taoufik (11 52 60)
- El Sabaghine (11 52 61)
- Sidi Boumendil (11 52 62)

Al mateix temps, constitueix una de les circumscripcions o dàïres, amb codi geogràfic 11 11 11, de la municipalitat o baladiyya de Tunis (codi geogràfic 11 11).